# LITE (アルバム)
『LITE』は日本のインストゥルメンタル・ロックバンド、LITEの1枚目のミニ・アルバムである。
2003年結成以来、都内ライブハウスを中心に活動する4人編成のインストゥルメンタル・ロック・バンド“LITE（ライト）”の、5曲入りデビュー・ミニ・アルバム。音響、ポストロックといった既存のジャンルの枠に捕らわれない作品となっている。

## 収録曲
1. oct
2. I miss seeing all
3. the end of abstract
4. ripple spread
5. past three days